# Farmácia Durão

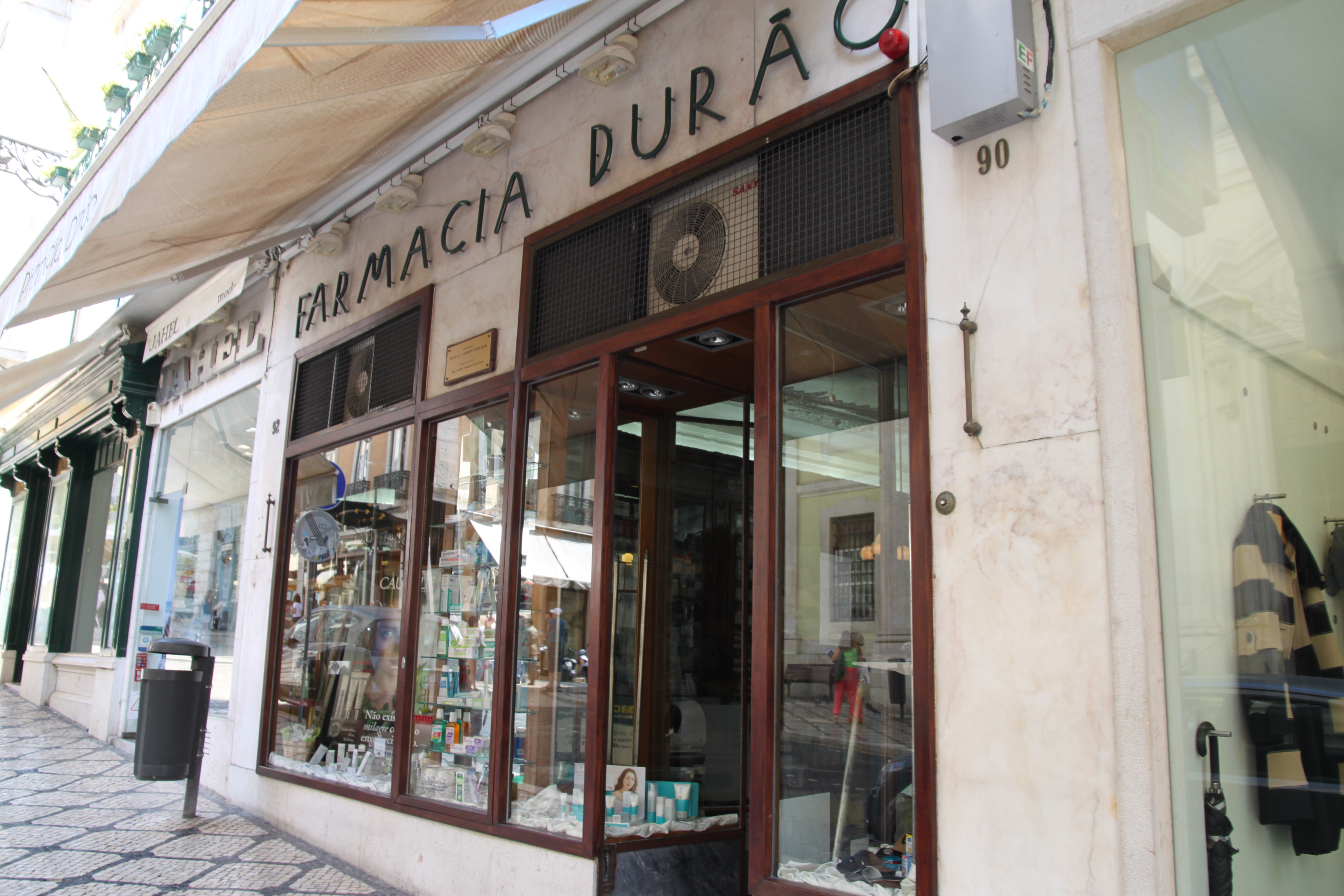
Fassade der Farmácia Durão

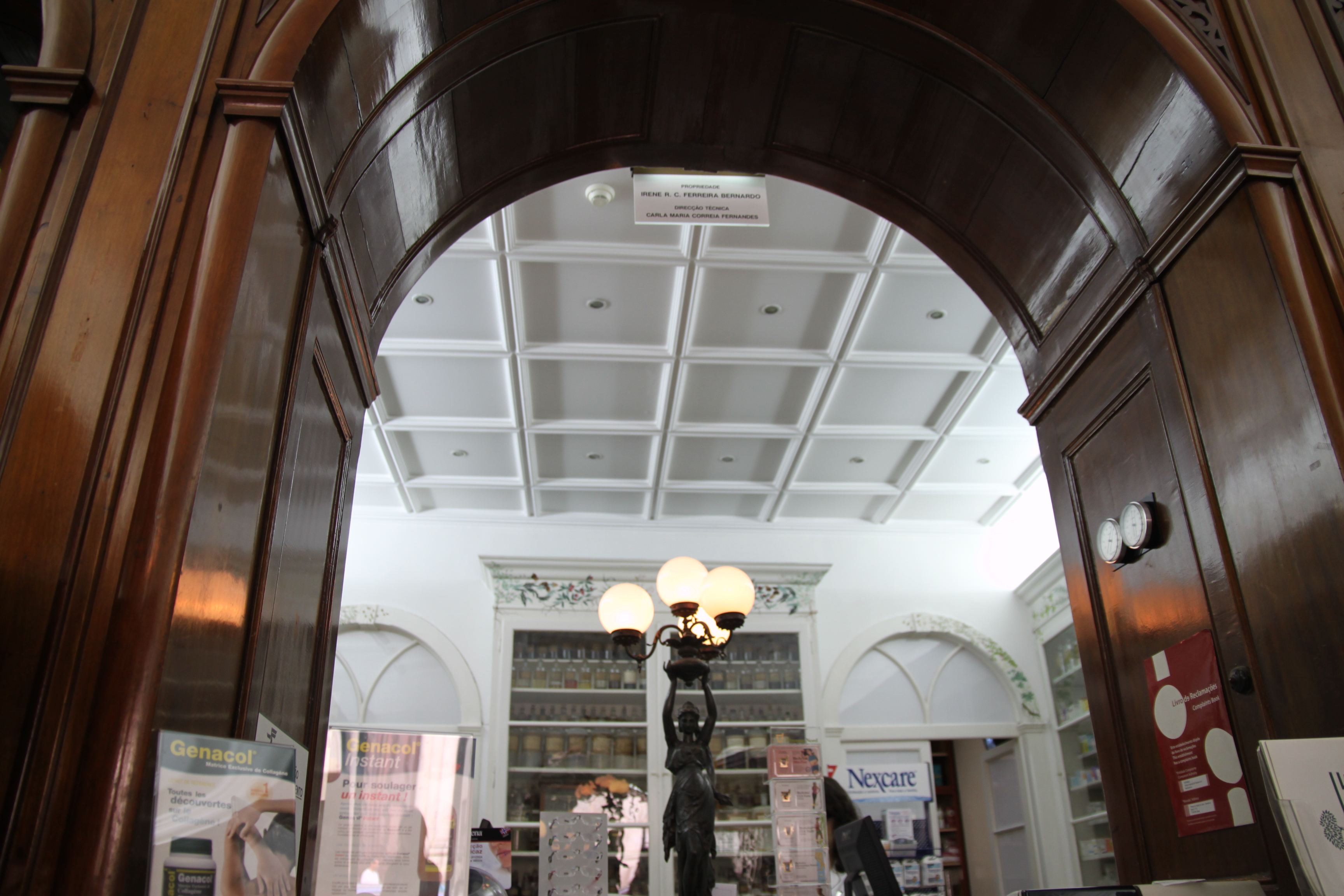
Innenansicht der Farmácia Durão

Die Farmácia Durão ist eine Apotheke in der Stadtgemeinde Santa Maria Maior der portugiesischen Hauptstadt Lissabon.

## Beschreibung
Die Apotheke befindet sich an der Rua Garrett im Stadtteil Chiado gegenüber der Basílica dos Mártires. Die Fassade ist durch einen Holzrahmen mit drei Schaufenstern gegliedert.
Den Innenraum trennt ein Bogen in einen vorderen Geschäftsbereich und ein rückwärtiges Labor, wo unter dem Blick der Kunden die Medikamente gerührt werden.
Sie ist in das Inventário Municipal de Património eingetragen.